# Repubblica di Bosgattia
La repubblica di Bosgattia, detta anche Tamisiana Repubblica di Bosgattia, è stata una micronazione creata dapprima nella golena di Panarella di Papozze e poi sull'isolotto del Balotin, in prossimità di Corbola, provincia di Rovigo, da un gruppo di uomini guidato dal linguista Luigi Salvini.

## Caratteristiche
La repubblica di Bosgattia rappresentò, dal 1946 al 1955, l'illusione di una minuscola nazione "lontana dalle imposizioni della società civile" creata nella golena di Panarella di Papozze, e poi sull'isolotto del Balotin in prossimità di Corbola (provincia di Rovigo) là dove il fiume Po, dopo essersi separato dal Po di Goro, forma un’ampia ansa dando inizio al suo Delta.
Un gruppo di uomini (erano escluse le donne), guidato dal linguista milanese Luigi Salvini (1911-1957), occupò la piccola porzione emersa di terra e vi risiedette, per dieci anni, da luglio a settembre.
La posizione del sito era precisamente sul 45º parallelo nord, in un punto equidistante tra il Polo nord e l'Equatore: 5000 chilometri esatti tra entrambi i luoghi.

## Storia
Coniugato con Matelda Cattozzo, originaria della zona, Salvini fondò a Corte Milana di Papozze la "libera, indipendente, periodica, transitoria e analfabeta Tamisiana Repubblica di Bosgattia". Nel dialetto polesano con il termine bosgato ci si riferiva al maiale, mentre il tamiso era il setaccio da cucina utilizzato, nella preparazione del pane, per setacciare la farina. L'emblema di Bosgattia, disegnato e colorato a mano come tutti gli altri simboli della comunità, era rappresentato appunto da un suino bianco, in campo rosso stellato. Inizialmente i residenti erano pochi, per lo più amici dello studioso di lingue e culture slave, poi aumentarono relativamente tenuto conto del gran numero di visitatori (dopo due giorni di permanenza dovevano obbligatoriamente adeguarsi al modus vivendi dell'utopica repubblica), incuriositi dalla particolare iniziativa, la cui notorietà si era sensibilmente espansa.
I bosgattesi (come li definì Salvini nel suo libro), memori delle efferatezze della seconda guerra mondiale, desideravano allontanarsi dalla logorante vita cittadina almeno per tre mesi all'anno, rifugiandosi in questa incontaminata oasi presso il delta del Po con la rinuncia a ogni tipo di moderna comodità. La pesca era l'unica attività tesa al procacciamento del cibo, le tende canadesi fungevano da abitazione.
Una scelta di questo tipo implicava l'osservanza di alcune norme. L'accesso all'isolotto non era libero, ma era necessario munirsi di una sorta di lasciapassare, realizzato da Salvini e convalidato dal Serenissimo Consiglio degli Anziani della Confraternita del Tamiso e Bosgatto (presieduto dal Gran Tamiso), che, in cambio del consenso, pretendeva dal richiedente la cattura di un pesce gatto opportunamente sganciato dall'amo.
A Bosgattia, oltre al baratto, vigeva una valuta locale coniata artigianalmente e accettata in tutte le spiagge del Po: il çievaloro (sievalo, ovvero cefalo, nel vernacolo della zona). Le banconote, in cui compariva una tenda stilizzata, avevano tagli di uno, cinque, cinquanta, cento e duecento: il cambio era di uno per cinque lire italiane. Luigi Salvini realizzava pure le cartoline postali e i francobolli (tuttora ricercatissimi dai collezionisti, soprattutto se viaggiati); essi erano di diversi valori e caratterizzati da simboli o tipiche scene di vita bosgattese, quali pesci o volatili, un cielo stellato o il campeggio.
Anche la gastronomia bosgattese era peculiare e comune a tutti: si ricordano il risotto di cefalo, la zuppa di pesce, la carpa arrostita, il pesce gatto in umido, le anguille e le uova cucinate in modo particolare, i meloni e le angurie. Le suddette ricette sono state reinterpretate dall'Accademia del Tartufi del Delta del Po di Papozze.
Nell'estate del 1955 fu celebrata la decima stagione di Bosgattia: si provvedette all'emissione di una divisa commemorativa da quattordici çievaloro, di un francobollo del medesimo valore e al conferimento ai residenti di un diploma con annessa medaglia. Le barche, le tende e i vari strumenti in uso vennero come sempre sistemati nei depositi di fieno degli agricoltori di Panarella e Corbola, in attesa dell'anno successivo. Il professor Salvini, nei mesi invernali, si ammalò gravemente e morì nel 1957. La repubblica si dissolse, ma l'esperienza non fu mai dimenticata grazie all'allestimento di mostre e di uno specifico museo a Papozze.